# Erythrogonia meridionalis
Erythrogonia meridionalis är en insektsart som beskrevs av Schmidt 1928. Erythrogonia meridionalis ingår i släktet Erythrogonia och familjen dvärgstritar. Inga underarter finns listade i Catalogue of Life.